# Aqours First Solo Concert Album
『Aqours First Solo Concert Album』（アクア ファースト ソロ コンサート アルバム）は、2020年8月1日から2021年7月13日にかけてLantisよりリリースされた、「Aqours」のソロアルバムシリーズ。

## 解説
『ラブライブ!サンシャイン!!』に登場するAqoursメンバーのソロアルバムシリーズ。各メンバーの誕生日当日にリリースされる。
収録されるソロ楽曲は、1stシングル『君のこころは輝いてるかい?』から4thシングル『未体験HORIZON』までのナンバリングシングル、および『KOKORO Magic “A to Z”』に収録された全楽曲のソロバージョン。また、2017年にリリースされたアニメ第2期Blu-rayに収録されたソロキャラソンが収録され、アルバムのサブタイトルとしても使用される。さらに新曲も加え、全16曲の収録となっている。各アルバムのリリース当日には、それぞれの新曲のMVがラブライブ!シリーズ公式YouTubeチャンネルで限定公開される。
描き下ろしジャケットは、サブタイトルになっている楽曲をAqours3rdライブおよびユニット1stライブで披露した際の衣装と同一のものが描かれる。
初収録の曲は太字で表記する。

## Takami Chika
2020年8月1日発売。表題曲およびサブタイトルは「One More Sunshine Story」。
このCDにのみ、ソロアルバム9枚を収納できる三方背ケースが付属する。
チャート成績
2020年7月31日付のオリコンデイリーランキングでは0.6万枚を売り上げ1位にランクイン。ラブライブ!シリーズのソロ名義では初のオリコン首位を記録した。その後も4日連続で首位を守り、2020年8月10日付オリコン週間アルバムランキングでは1.2万枚を売り上げて3位にランクインした。
収録曲
- 全作詞：畑亜貴

Disc1
1. One More Sunshine Story
2. 君のこころは輝いてるかい？
3. Step! ZERO to ONE
4. Aqours☆HEROES
5. 恋になりたいAQUARIUM
6. 待ってて愛のうた
7. 届かない星だとしても

Disc2
1. HAPPY PARTY TRAIN
2. SKY JOURNEY
3. 少女以上の恋がしたい
4. 未体験HORIZON
5. Deep Resonance
6. Dance with Minotaurus
7. KOKORO Magic “A to Z”
8. Wake up, Challenger!!
9. Never giving up!

作曲・編曲：EFFY
MV制作：MONO-Devoid

## Sakurauchi Riko
2020年9月19日発売。表題曲およびサブタイトルは「Pianoforte Monologue」。
チャート成績
2020年9月18日付のオリコンデイリーランキングでは0.5万枚を売り上げ1位にランクイン。高海千歌に続いて2作連続でオリコンデイリー首位を記録した。2020年9月28日付オリコン週間アルバムランキングでは1.0万枚を売り上げて8位にランクインした。
収録曲
- 全作詞：畑亜貴

Disc1
1. Pianoforte Monologue
2. 君のこころは輝いてるかい？
3. Step! ZERO to ONE
4. Aqours☆HEROES
5. 恋になりたいAQUARIUM
6. 待ってて愛のうた
7. 届かない星だとしても

Disc2
1. HAPPY PARTY TRAIN
2. SKY JOURNEY
3. 少女以上の恋がしたい
4. 未体験HORIZON
5. Deep Resonance
6. Dance with Minotaurus
7. KOKORO Magic “A to Z”
8. Wake up, Challenger!!
9. PURE PHRASE

作曲・編曲：山口雄太
MVイラスト：hiko、制作・編集：ぬヴェントス

## Kurosawa Ruby
2020年9月21日発売。表題曲およびサブタイトルは「RED GEM WINK」。
発売日当日に公開された新曲「コットンキャンディえいえいおー！」（制作：可哀想に！）のミュージックビデオは大きな話題となり、シリーズ史上最速となる投稿から1週間で100万回再生を達成した。そして6thライブで初披露した際、小宮有紗がはっちゃける姿が話題を呼んだ。
のちに可哀想に！は2021年のエイプリルフール企画である「最終決戦！ Aqours VS エイリアン」のキャラクターデザインを担当した。
チャート成績
2020年9月18日付のオリコンデイリーランキングでは4位にランクインし、2020年9月28日付オリコン週間アルバムランキングでは0.8万枚を売り上げて10位にランクインした。その後も勢いは全く衰えず、2020年10月5日付オリコン週間アルバムランキングでも0.8万枚を売り上げ、2週目でオリコンアニメアルバムチャート1位を獲得した。
収録曲
- 全作詞：畑亜貴

Disc1
1. RED GEM WINK
2. 君のこころは輝いてるかい？
3. Step! ZERO to ONE
4. Aqours☆HEROES
5. 恋になりたいAQUARIUM
6. 待ってて愛のうた
7. 届かない星だとしても

Disc2
1. HAPPY PARTY TRAIN
2. SKY JOURNEY
3. 少女以上の恋がしたい
4. 未体験HORIZON
5. Deep Resonance
6. Dance with Minotaurus
7. KOKORO Magic “A to Z”
8. Wake up, Challenger!!
9. コットンキャンディえいえいおー！

作曲・編曲：TAKAROT
セブン-イレブン「めちゃハピセブンスイーツ」CMソング（替え歌、ニッポン放送「ラブライブ!シリーズのオールナイトニッポンGOLD」内で放送）
MV制作：可哀想に！

### 「コットンキャンディえいえいおー！」踊ってみた動画の急増
ラブライブ！シリーズが公式TikTokアカウントを開設したことで音源が使用可能となり、6thライブで披露した映像の一部を公開したところ、再生回数が250万回を超え、これを記念して降幡愛と小宮有紗がそれぞれ「コットンキャンディえいえいおー！」（以下、「本楽曲」と表記）を踊ってみた動画が投稿された。
これらがきっかけとなり、TikTokを中心に本楽曲の踊ってみた動画の投稿が急増し、2022年8月3日公開のBillboard Japan TikTok Weekly Top 20では15位を記録した。また、まあたそ、うじたまい、金子みゆ、なえなの、デカキン、下口ひなな、きゃりーぱみゅぱみゅ、ぼる塾、ムックなど多数の著名人がTikTokで本楽曲を踊ってみた動画を投稿、2022年9月14日放送の『有吉の壁』で石橋遼大（四千頭身）が本楽曲を踊ったことで降幡が反応し、9月18日放送のTBS『アッコにおまかせ!』で本楽曲と踊ってみた動画が紹介された。11月10日、「TikTok流行語大賞2022」で歌い出しのフレーズ「よっしゃよっしゃワッショイ」がノミネートされた。
2023年9月30日には、『ラブライブ!蓮ノ空女学院スクールアイドルクラブ』に登場するキャラクターである藤島慈（声：月音こな）が本楽曲で踊った動画を投稿した。

## Kurosawa Dia
2021年1月1日発売。表題曲およびサブタイトルは「WHITE FIRST LOVE」。
チャート成績
2020年12月27日付のオリコンデイリーランキングでは1位にランクインし、2021年1月11日付オリコン週間アルバムランキングでは1.0万枚を売り上げて2位にランクインした。
収録曲
- 全作詞：畑亜貴

Disc1
1. WHITE FIRST LOVE
2. 君のこころは輝いてるかい？
3. Step! ZERO to ONE
4. Aqours☆HEROES
5. 恋になりたいAQUARIUM
6. 待ってて愛のうた
7. 届かない星だとしても

Disc2
1. HAPPY PARTY TRAIN
2. SKY JOURNEY
3. 少女以上の恋がしたい
4. 未体験HORIZON
5. Deep Resonance
6. Dance with Minotaurus
7. KOKORO Magic “A to Z”
8. Wake up, Challenger!!
9. Perfect SEKAI

作曲：杉山勝彦、ulala  編曲：ulala
MVイラスト：慧子、ディレクション：10GAUGE

## Matsuura Kanan
2021年2月10日発売。表題曲およびサブタイトルは「さかなかなんだか？」。
収録曲
- 全作詞：畑亜貴

Disc1
1. さかなかなんだか？
  - 冒頭のノイズは意図的な演出である。
2. 君のこころは輝いてるかい？
3. Step! ZERO to ONE
4. Aqours☆HEROES
5. 恋になりたいAQUARIUM
6. 待ってて愛のうた
7. 届かない星だとしても

Disc2
1. HAPPY PARTY TRAIN
2. SKY JOURNEY
3. 少女以上の恋がしたい
4. 未体験HORIZON
5. Deep Resonance
6. Dance with Minotaurus
7. KOKORO Magic “A to Z”
8. Wake up, Challenger!!
9. もっとね！

作曲：Kanata Okajima、pw.a 編曲：pw.a
MV制作：けけ

## Kunikida Hanamaru
2021年3月4日発売。表題曲およびサブタイトルは「おやすみなさん！」。
発売日当日に公開された新曲「あこがれランララン」のミュージックビデオは、本好きの花丸にちなんで、縦画面仕様となっている。よって、スマートフォンで視聴する際は縦画面での視聴を推奨している。
収録曲
- 全作詞：畑亜貴

Disc1
1. おやすみなさん！
2. 君のこころは輝いてるかい？
3. Step! ZERO to ONE
4. Aqours☆HEROES
5. 恋になりたいAQUARIUM
6. 待ってて愛のうた
7. 届かない星だとしても

Disc2
1. HAPPY PARTY TRAIN
2. SKY JOURNEY
3. 少女以上の恋がしたい
4. 未体験HORIZON
5. Deep Resonance
6. Dance with Minotaurus
7. KOKORO Magic “A to Z”
8. Wake up, Challenger!!
9. あこがれランララン

作曲：INN 編曲：増田武史
MV制作：coalowl

## Watanabe You
2021年4月17日発売。表題曲およびサブタイトルは「Beginner's Sailing」。
収録曲
- 全作詞：畑亜貴

Disc1
1. Beginner's Sailing
2. 君のこころは輝いてるかい？
3. Step! ZERO to ONE
4. Aqours☆HEROES
5. 恋になりたいAQUARIUM
6. 待ってて愛のうた
7. 届かない星だとしても

Disc2
1. HAPPY PARTY TRAIN
2. SKY JOURNEY
3. 少女以上の恋がしたい
4. 未体験HORIZON
5. Deep Resonance
6. Dance with Minotaurus
7. KOKORO Magic “A to Z”
8. Wake up, Challenger!!
9. 突然GIRL

作曲・編曲：渡辺泰司

### 「突然GIRL」 MVスタッフ
- 制作：koshi-kun
- プロデューサー：ワタナベソウスケ
- イラスト：apapico
- タイポグラフィー：玉野ハヅキ

## Ohara Mari
2021年6月13日発売。表題曲およびサブタイトルは「New winding road」。
発売日当日に公開された新曲「Shiny Racers」のミュージックビデオは、MVの最後でテレビアニメ2期第10話へと続いていく。
収録曲
- 全作詞：畑亜貴

Disc1
1. New winding road
2. 君のこころは輝いてるかい？
3. Step! ZERO to ONE
4. Aqours☆HEROES
5. 恋になりたいAQUARIUM
6. 待ってて愛のうた
7. 届かない星だとしても

Disc2
1. HAPPY PARTY TRAIN
2. SKY JOURNEY
3. 少女以上の恋がしたい
4. 未体験HORIZON
5. Deep Resonance
6. Dance with Minotaurus
7. KOKORO Magic “A to Z”
8. Wake up, Challenger!!
9. Shiny Racers

作曲・編曲：川島弘光
MV制作：ぽぷりか、おはじき

## Tsushima Yoshiko
2021年7月13日発売。表題曲およびサブタイトルは「in this unstable world」。
収録曲
- 全作詞：畑亜貴

Disc1
1. in this unstable world
2. 君のこころは輝いてるかい？
3. Step! ZERO to ONE
4. Aqours☆HEROES
5. 恋になりたいAQUARIUM
6. 待ってて愛のうた
7. 届かない星だとしても

Disc2
1. HAPPY PARTY TRAIN
2. SKY JOURNEY
3. 少女以上の恋がしたい
4. 未体験HORIZON
5. Deep Resonance
6. Dance with Minotaurus
7. KOKORO Magic “A to Z”
8. Wake up, Challenger!!
9. タテホコツバサ

作曲・編曲：渡辺和紀
MV制作：eieioooo